# Andrius Velička
Andrius Velička (né le 5 avril 1979 à Kaunas, Lituanie) est un footballeur lituanien. Il joue au poste d'attaquant pour le club suisse du FC Saint-Gall, auquel il a été prêté une demi-saison par les Rangers.

## Biographie
Andrius Velička a commencé sa carrière dans son pays natal, au FBK Kaunas, avant de passer une saison en Russie, au Anji Makhatchkala, puis de repartir en Lituanie dans son club formateur, et de quitter son pays natal pour l'Écosse. 
Ses bonnes performances lui ont ouvert les portes de la sélection lituanienne en 1998. 
Andrius Velička restera sans doute comme l'un des meilleurs recrutements de joueurs lituaniens orchestrés par le président russo-lituanien du club protestant d'Édimbourg, Vladimir Romanov, qui a littéralement pillé le multiple champion de Lituanie, le FBK Kaunas.
En 2008 il rejoint pour trois saisons le club des Glasgow Rangers.

## International
- Depuis 1998, il compte 26 sélections et 2 buts en équipe de Lituanie.